# Joseph Nye
Joseph Samuel Nye, Jr. (South Orange, 19 gennaio 1937 – Cambridge, 6 maggio 2025) è stato un politologo statunitense, già decano della John F. Kennedy School of Government presso la Harvard University, presiedette dal 2008 il gruppo americano della Commissione Trilaterale. Divenne noto per aver coniato l'espressione “soft power” ("la capacità di combinare hard e soft power in una strategia di successo"), una frase diventata popolare con il suo uso da parte dei membri dell'amministrazione Clinton e dell'amministrazione Obama. Queste teorie di Nye sono molto comuni nei corsi di tutti gli Stati Uniti, come I.B. D.P. Global Politics.
L'indagine TRIP (Teaching, Research, and International Policy) del 2011, che ha coinvolto oltre 1.700 studiosi di relazioni internazionali, ha classificato Nye come il sesto studioso più influente nel campo delle relazioni internazionali negli ultimi 20 anni.  È stato anche classificato come una delle figure più influenti della politica estera americana. Nel 2011, la rivista Foreign Policy lo ha incluso nella sua lista dei migliori pensatori globali. Nel settembre 2014, Foreign Policy ha riferito che gli studiosi di relazioni internazionali e i responsabili politici hanno classificato Nye come uno degli studiosi più influenti del campo.

## Biografia
Nye ha frequentato la Morristown Prep (in seguito la Morristown-Beard School) a Morristown, nel New Jersey e si è laureato nel 1954. Ha poi frequentato l'Università di Princeton, dove si è laureato summa cum laude in storia nel 1958. La sua tesi di laurea, che vinse il Myron T. Herrick Thesis Prize, era intitolata "Morte di un'azienda familiare: una storia imprenditoriale dell'American Preserve Company". Durante la sua permanenza a Princeton, Nye è stato vicepresidente del Colonial Club, editorialista del The Daily Princetonian e membro del Debate Panel dell'American Whig-Cliosophic Society. Dopo aver studiato Filosofia, Politica ed Economia (PPE) come Rhodes Scholar presso l'Exeter College dell'Università di Oxford, ha conseguito il dottorato di ricerca in scienze politiche presso l'Università di Harvard nel 1964. La tesi di dottorato di Nye riguardava l'integrazione regionale nell'Africa orientale.